# Krusenfelde
Krusenfelde ist eine Gemeinde in der Nähe Anklam südlich der Peene. Sie wird seit dem 1. Januar 2005 vom Amt Anklam-Land mit Sitz in der Gemeinde Spantekow verwaltet. Bis zum  31. Dezember 2004 gehörte die Gemeinde zum Amt Krien.

## Geografie und Verkehr
Krusenfelde liegt südlich der Bundesstraße 110. Die Bundesautobahn 20 ist über den Anschluss Jarmen (etwa acht Kilometer) erreichbar. Die Stadt Anklam liegt etwa 20 Kilometer östlich und Jarmen rund acht Kilometer nordwestlich der Gemeinde.

### Ortsteile
- Krusenkrien
- Gramzow
- Krusenfelde

## Geschichte

### Krusenkrien
Auf eine ältere Besiedlung weist im südwestlichen Wald ein Findling hin, dessen Name Löwenstein stammt aus dem Volksmund. Es ist ein Schälchenstein aus der Bronzezeit. Ein weiterer ähnlicher Stein liegt in der Nähe, aber ohne Kultstatus.
Krusenkrien wurde erst 1891 erwähnt. Der Name bezieht sich zum Teil auf den Gutsherrn Wilhelm von Kruse. Es gehörte vorher als Einzelhof zu Krien. Dann wurde es als Vorwerk zum Gut Neetzow wegen der Weitläufigkeit der Krusenschen Güter angelegt.
Krusenkrien hatte seit 1893 ein Anschlussgleis an die Kleinbahn Jarmen - Friedland. Diese Linie wurde wie alle in der Gegend 1945 als Reparation an die SU demontiert.

### Gramzow
Gramzow wurde erstmals 1304 als Gramessowe urkundlich genannt. 1574 wurde schon der aktuelle Name verwandt. Der slawische Name kommt von grob oder dick.
Gramzow war von der Form her ein Straßen- und von der Funktion her ein Bauerndorf und besaß um 1880 bis nach 1920 lt. MTB eine Holländerwindmühle nordwestlich vom Ort.

### Krusenfelde
Krusenfelde wurde etwas früher als Krusenkrien bereits 1851 erwähnt. Es wurde ebenfalls als Vorwerk vom Gutsherrn Wilhelm von Kruse auf Neetzow angelegt. Auch dieses Vorwerk hatte einen Bahnanschluss wie der Nachbarort.

## Politik

### Gemeindevertretung und Bürgermeister
Der Gemeinderat besteht (inkl. Bürgermeister) aus 7 Mitgliedern. Die Wahl zum Gemeinderat am 26. Mai 2019 hatte folgende Ergebnisse:
| Partei/Bewerber                | Prozent | Sitze |
| ------------------------------ | ------- | ----- |
| Wählergemeinschaft Frühling 94 | 100,00  | 6     |

Bürgermeister der Gemeinde ist Rüdiger Berndt, er wurde mit 76,14 % der Stimmen gewählt.

### Wappen, Flagge, Dienstsiegel
Die Gemeinde verfügt über kein amtlich genehmigtes Hoheitszeichen, weder Wappen noch Flagge. Als Dienstsiegel wird das kleine Landessiegel mit dem Wappenbild des Landesteils Vorpommern geführt. Es zeigt einen aufgerichteten Greifen mit aufgeworfenem Schweif und der Umschrift „GEMEINDE KRUSENFELDE * LANDKREIS VORPOMMERN-GREIFSWALD“.

## Sehenswürdigkeiten

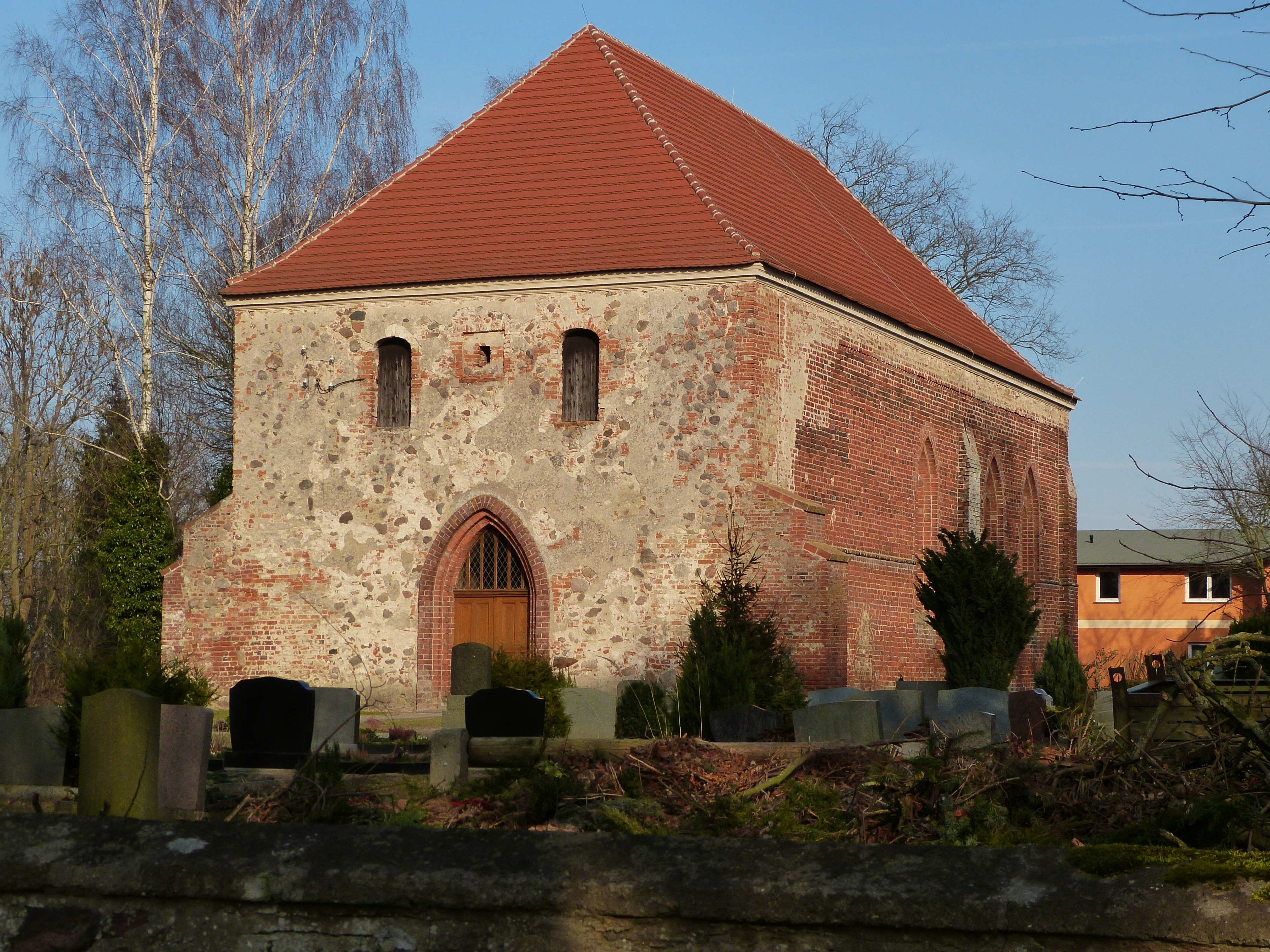
Kirche in Gramzow

→ Siehe: Liste der Baudenkmale in Krusenfelde
- Kirche Gramzow
- Gutsanlagen (Vorwerke) Krusenfelde und Krusenkrien

## Persönlichkeiten
- Karl Pracht (* 1866 in Gramzow; † 1917 in Eberswalde), Bildhauer und Medailleur